# استان لاماس
استان لاماس (به اسپانیایی: Provincia de Lamas) یک منطقهٔ مسکونی در پرو است که در منطقه سن مارتین واقع شده‌است.
 استان لاماس ۵٬۰۴۰٫۶۷ کیلومتر مربع مساحت و ۸۱٬۵۲۱ نفر جمعیت دارد.